# 港湾運送業

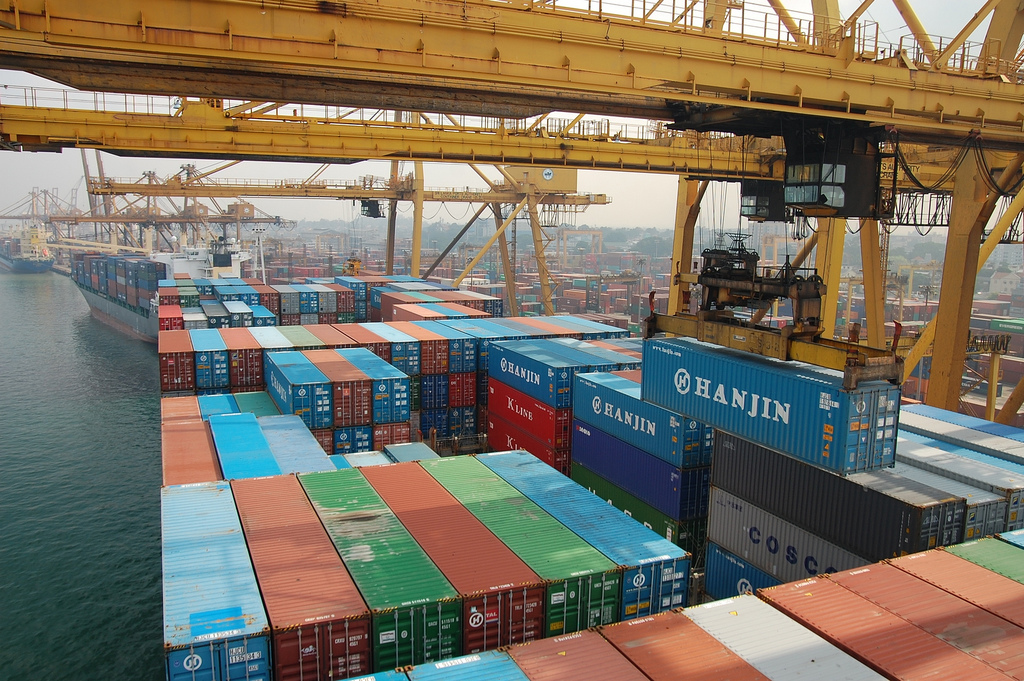
ガントリークレーンによる貨物の積込/船舶からの貨物の取卸（船内荷役）

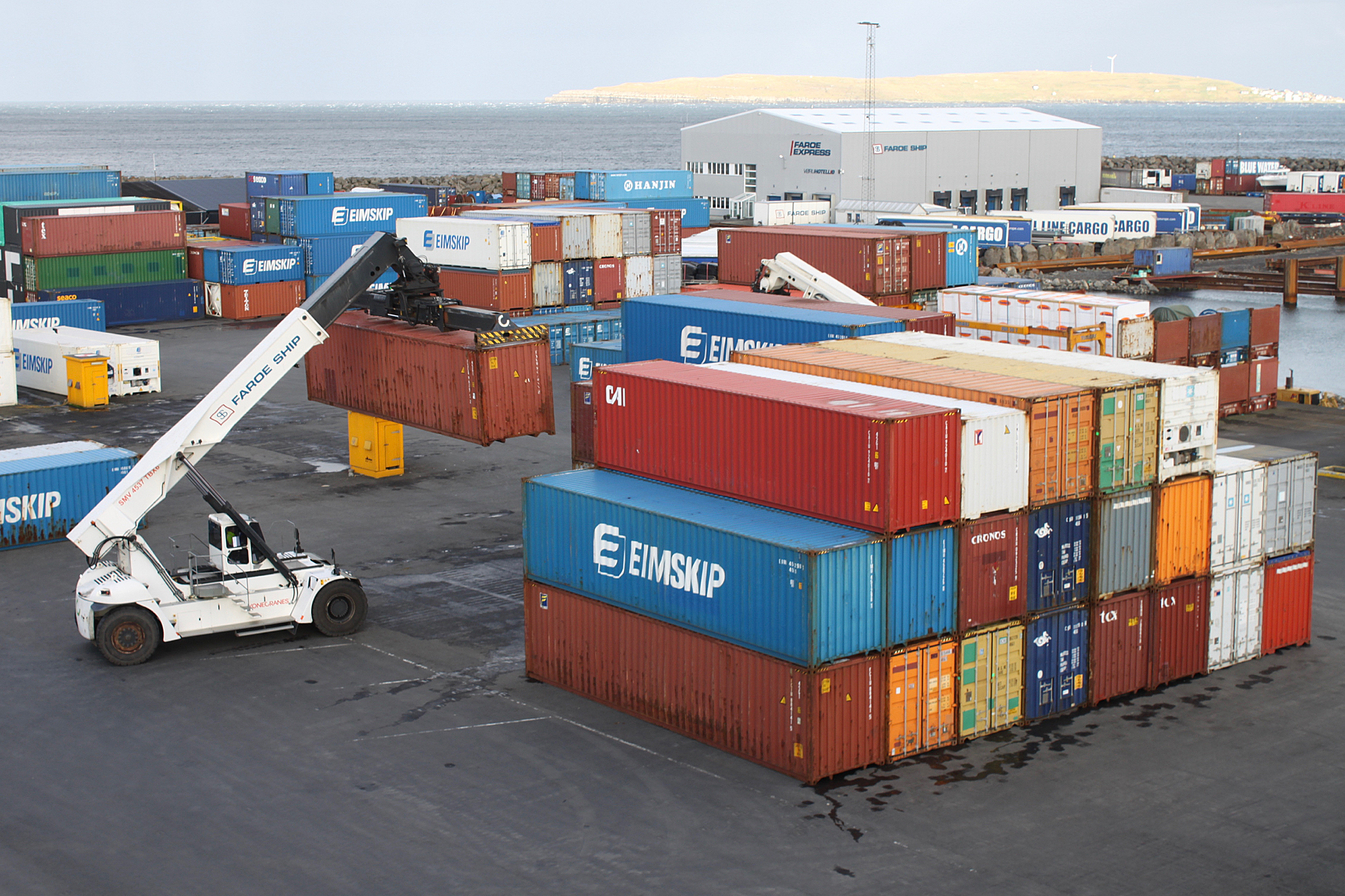
リーチスタッカーによる沿岸荷役作業

港湾運送業（こうわんうんそうぎょう）とは海運業のひとつであり、港湾において、貨物の引渡し、受取り、及びそれに付随する業務。最近は港湾物流業とも言う。日本においては、1951年（昭和26年）に制定された港湾運送事業法を根拠とする。従事者を港湾労働者とよぶ。

## 概要
港湾業務は古来より経験と人海戦術とチームワークにより行われ、貿易業務も商人や海運業者により主導権を握られてきたが、戦後の港湾業務の機械化と昨今の情報化、コンテナ輸送の発展による海運の変化等により、高い専門性を持つ、港湾を拠点とした中間物流事業者としての機能と役割を果たすことが多くなっている。
そのためもあり、最近は港湾物流業と呼ばれることも多くなった。
旅客輸送は航空機が中心となったが、今もって国際物流の多くはコストも安く大量に物を運べる海運によるものが大半であり、特に日本は海国であり伝統的にも海運が中心であるため重要性が高く、最近は国際複合輸送と呼ばれる、陸・海・空一体となった国際物流の発展により、大手物流企業の進出がめざましい分野である。

## 事業の種類
港湾運送事業法によって定められた事業の種類は以下のとおりである（第2条）。日本において港湾事業は国の許可がないとできず、港湾労働者も港湾労働法により定められた港湾労働者証を携帯していなければ働くことができない。
1. 一般港湾運送事業
2. 港湾荷役事業 - 船内荷役および沿岸荷役をさす。
3. はしけ運送事業
4. いかだ運送事業
5. 検数事業
6. 鑑定事業
7. 検量事業

## 港湾運送会社

### 日本
現在の業界大手企業は以下のとおり。
- 東京汽船
- 近鉄エクスプレス
- 東洋埠頭
- 住友倉庫
- 宇徳
- 三菱倉庫
- 上組
- 山九

### 世界
港湾におけるターミナル運営管理の分野でメガターミナルオペレーターと呼ばれる国際企業が誕生し、変化が激しい分野でもある。これらは民間企業ではあっても、港湾事業の公共性や国家戦略の観点から公益企業としての一面を必ず持っている。
- ハチソン（Hutchison Port Holdings　略称はHPH）- 香港、ハチソン・ワンポアグループ。
- PSA（Port of Singapore Authority） - シンガポール
- DPW（Dubai Ports World） - アラブ首長国連邦
- A.P. モラー・マースク（A.P. Møller - Mærsk A/S） - デン・ハーグ、オランダ
- 中国遠洋海運集団（COSCO） - 北京